# IBM PCjr

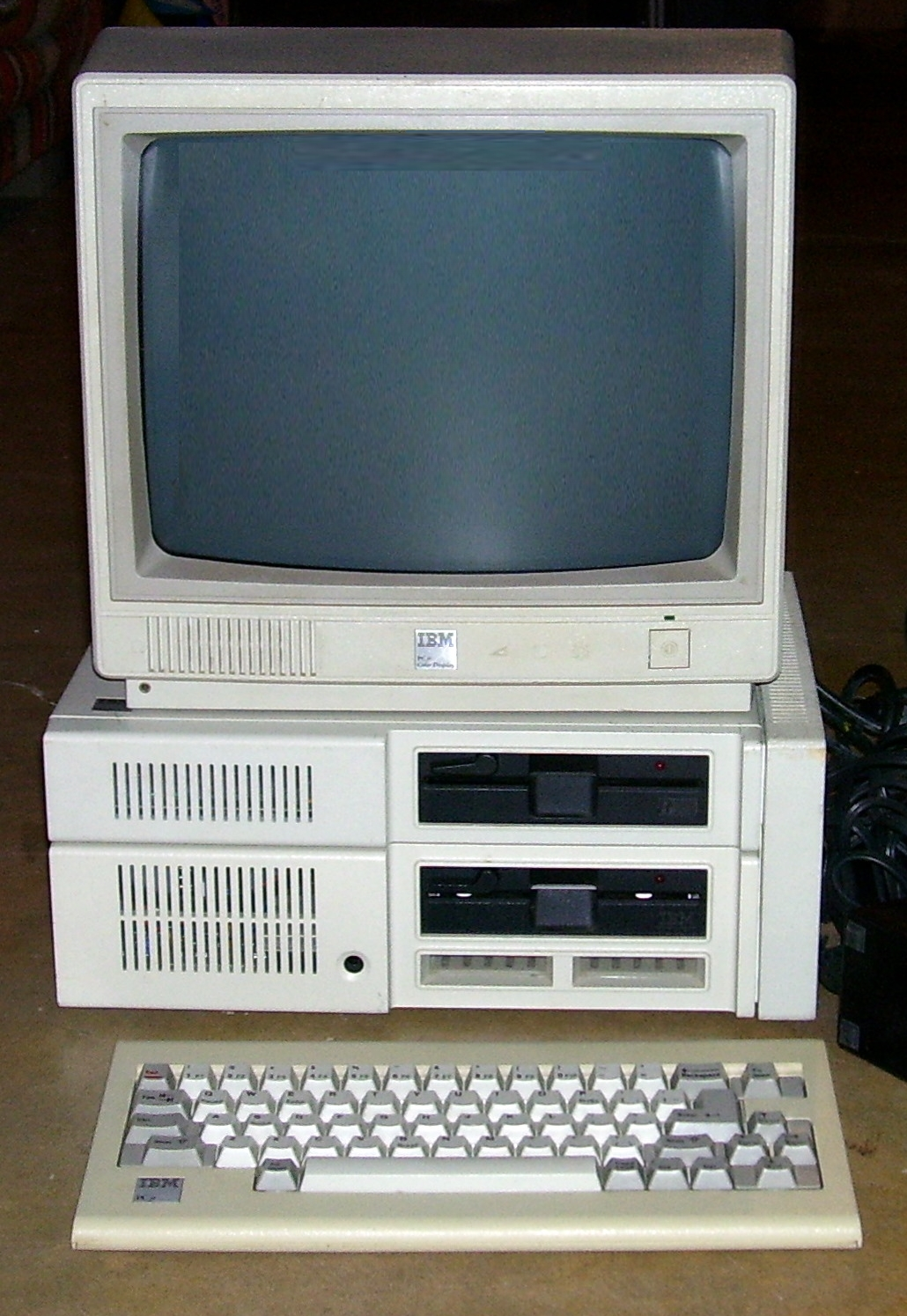
IBM PCjr

IBM PCjr (čtěte jako „PC junior“) je prvním pokusem IBM o relativně levný osobní počítač určený pro domácí použití a vzdělávání. PCjr, model číslo 4860 obsahoval kvůli zachování kompatibility procesor Intel 8088 a BIOS z IBM PC, ale rozdílný design a odlišná implementace odsoudily tento počítač na trhu k zániku.

## Vlastnosti
Uvedení PCjr proběhlo 1. listopadu 1983 a první dodávka proběhla v květnu roku 1984. PCjr byl nabízen ve dvou provedeních: model 4860-004, s 64 kB paměti, nabízený za US$669; a model 4860-067, s 128 KB paměti a 5.25" disketovou mechanikou, jejíž diskety měly kapacitu 360 KB, prodávaný za US$1269. PCjr sliboval vysoký stupeň kompatibility s IBM PC, který byl v té době velmi populární. Nabízel barevnou grafiku a zvuk, které byly lepší než běžný PC speaker a grafická karta typu CGA v běžně nabízených IBM PC a kompatibilních strojích té doby. Navíc 4.77 MHz procesor Intel 8088 byl rychlejší než procesory ostatních počítačů zaměřených na místní trh.[zdroj?] Přibalená infračervená bezdrátová klávesnice slibovala vysokou míru pohodlí, které žádný konkurent nenabídl. Dva sloty pro kazety (cartridge) měly usnadnit spouštění her a dalšího software.

### Rozdíly oproti IBM PC
Dva konektory pro joystick zabudované do PCjr, dokazují snahu IBM prosadit PCjr jako počítač pro domácnost. Dalším důkazem o snaze o získání oblíbenosti PCjr bylo zavedení dvou slotů pro kazety ROM v přední části počítače, umožňující spouštět software snadno a rychle. Zasunutí kazety ROM do slotu vyvolalo dotaz počítače, zda má provést restart a spustit software ze zmiňované kazety. Nahrávání a ukládání dat během provozu software z kazety bylo možné na disketovou mechaniku.
Rozšíření PCjr (jako třeba další paralelní porty, sériové porty, paměť, apod.) se provádělo pomocí zařízení „sidecars“, umísťovaného na boku PCjr. Vícenásobná rozšíření se přidávala společně a zvětšovala šířku stroje.

## Technické specifikace
- Procesor: Intel 8088, 4.77 MHz
- Operační paměť: 64K na základní desce, rozšiřitelná na 128K pomocí vyhrazených, rozšiřujících slotů. Pozdější modifikace jiných výrobců měly limit paměti 736 KB.
- Operační systém: IBM PC DOS 2.10, (zavádí se BASIC z integrované kazety nebo DOS - tzv. dual-boot)
- Vstup/Výstup: vnitřní kazeta, konektor pro lightpen (světelné pero?), dva konektory pro joystick, vstup pro RGB monitor, vstup pro kompozitní video, tv-out, zvukový výstup, konektor pro klasickou (s kabelem) klávesnici, infračervený snímač pro bezdrátovou klávesnici, sériový port, dva sloty pro kazety ROM
- Rozšíření: 3 interní sloty, vyhrazené pro paměťové moduly PCjr, modem (300 bits per second non-Hayes-compatible nabízený od IBM, přestože konkurence nabízela 2400 bit/s Hayes-compatible modem) a slot pro řadič disketové mechaniky. Externí sidecar konektor pro vícenásobné sidecars.
- Grafická karta: Motorola 6845, "CGA Plus"
  - Textové režimy: 40x25, 80x25, 16 barev
  - Grafické režimy: 320 × 200 × 4, 640 × 200 × 2, 160 × 100 × 16, 160 × 200 × 16, 320 × 200 × 16, 640 × 200 × 4
  - Video paměť je sdílená s prvními 128 KB systémové paměti a její velikost je od 2 KB do 96 KB.
- Zvuk: Texas Instruments SN76496; tří hlasy, 16 úrovní hlasitosti na kanál, velký odstup od šumu.
- Úložná zařízení: Volitelná 5.25" disketová mechanika nebo kazeta. Další volitelná úložná zařízení byla nabízena jinými výrobci.
- Klávesnice: Klávesnice s 62 klávesami. Kabelová nebo bezdrátová (infračervená). IBM nabízela dva typy klávesnic, případně bylo možné koupit klávesnici od jiných výrobců.